# Torremolinos

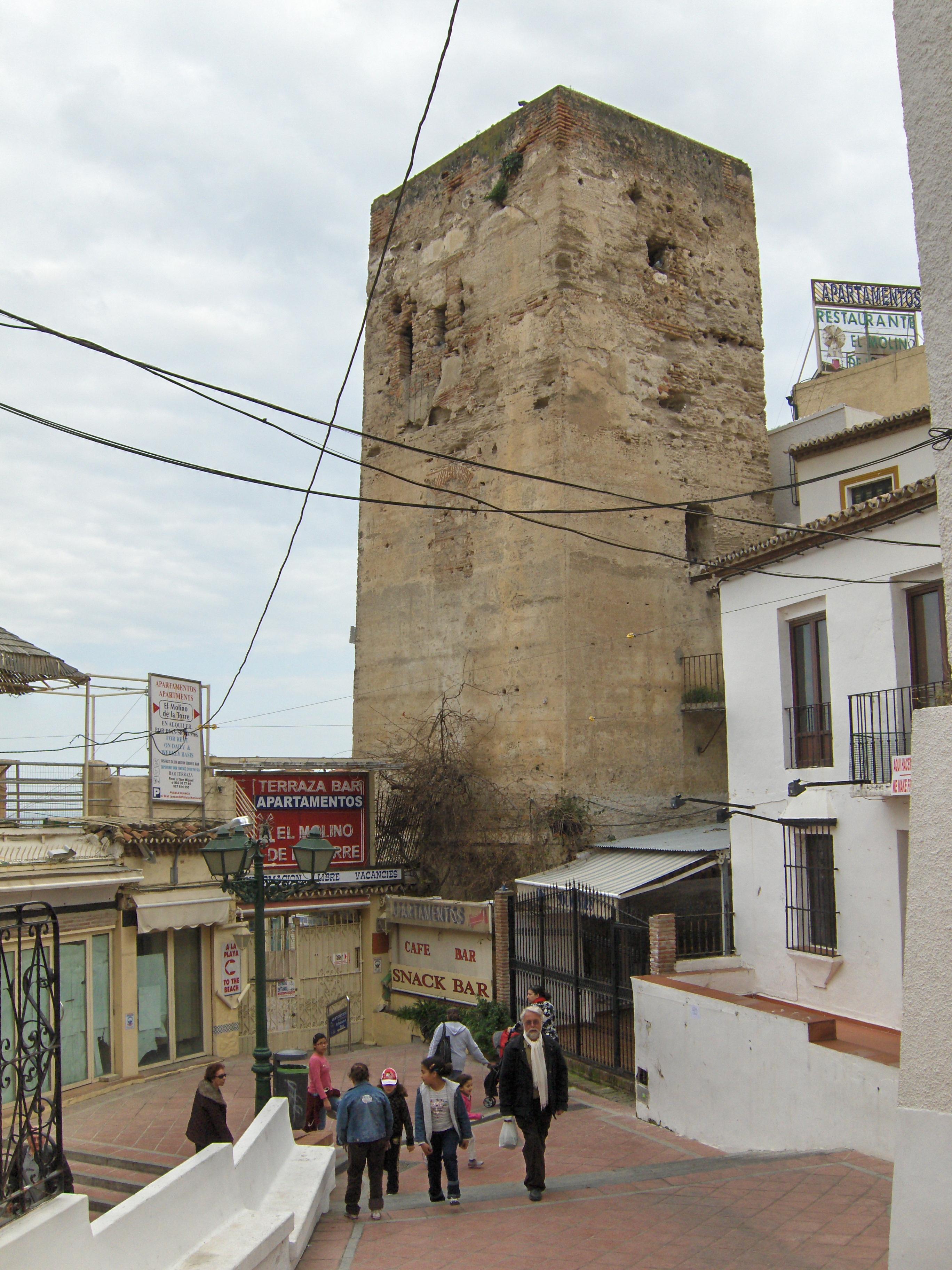
Torre de los Molinos, tornet som gett staden dess namn.

Torremolinos (spanskt uttal: [toremoˈlinos]) är en stad och kommun i provinsen Málaga i den autonoma regionen Andalusien i södra Spanien. Staden ligger vid Medelhavet, cirka 13 kilometer sydväst om Málaga. Kommunen har 70 933 invånare (2024), på en yta av 19,91 km². Torremolinos är beläget på Costa del Sol, mellan Málaga och Benalmádena.
Torremolinos var en fattig fiskeby innan turismen hittade dit i början på 1960-talet. Den utvecklades senare till det första resmålet på Costa del Sol och har kommit att bli en klassisk charterturistort.